# تپه تولیخای
تپه تولیخای مربوط به دوره اشکانیان است و در شهرستان اردبیل، بخش مرکزی، دهستان غربی، روستای کلخوران واقع شده و این اثر در تاریخ ۱۵ دی ۱۳۸۷ با شمارهٔ ثبت ۲۴۳۷۶ به‌عنوان یکی از آثار ملی ایران به ثبت رسیده است.